# Мартенс, Людо
Лю́до Ма́ртенс (нидерл. Ludo Martens; 12 марта 1946, Винген, Западная Фландрия — 5 июня 2011) — бельгийский коммунист и историк. Основатель и руководитель Партии труда Бельгии. Автор книг о франкоязычной Африке и СССР.

## Биография
Родился в семье столяра в Вингене (Западная Фландрия).
В 1968 году основал группу «Вся власть рабочим» (нидерл. Alle macht aan de arbeiders), которая в 1979 году превратилась в Партию труда Бельгии (ПТБ). Был председателем ПТБ с момента её основания до 1999 года. Харпал Брар убедил его отказаться от ярлыка «маоиста» и считать себя марксистом-ленинцем.
С 1999 года находился в Демократической Республике Конго, поддерживая реформы президента Кабилы.
Входил в редакционно-издательский совет международного теоретического и общественно-политического журнала «Марксизм и современность», был его постоянным автором.
Людо Мартенс был последним иностранцем, посетившим президента КНДР Ким Ир Сена незадолго до его смерти в 1994 году.
Скончался после продолжительной болезни.

## «Другой взгляд на Сталина»
В 1994 году Мартенс опубликовал книгу «Другой взгляд на Сталина» (нидерл. Een andere kijk op Stalin), написанная со сталинистских позиций. По этому поводу российско-канадский учёный левых взглядов Олег Арин сообщил журналисту газеты «Завтра», что «Мартенсу эта книга вряд ли принесла хоть один цент».
В России книга вышла в 2010 году под названием «Запрещённый Сталин».

## Работы

### Книги
Изданные в Западной Европе:
- Деньги Христианской-демократической партии, 1984.
- Пьер Мулеле, или вторая жизнь Патриса Лумумбы. 10 лет революции в Конго, 1988.
- Санкара, Компаоре и революция в Буркина-Фасо, 1989.
- СССР и бархатная контрреволюция, 1991.
- Леони Або. Женщина из Конго, 1992.
- Май 1968, спустя 25 лет, 1993.
- Другой взгляд на Сталина, 1994.
- Партия революции, 1996.

На русском языке:
- Людо Мартенс. Запрещённый Сталин = Een andere kijk op Stalin. — М.: Яуза, Эксмо, 2010. — 416 с. — (Сталинский ренессанс). — 3500 экз. — ISBN 978-5-699-45040-4.

### Статьи
- Контрреволюция и революция в XXI веке
- Сталин против оппортунизма
- Сталин был величайшей личностью XX века, величайшим политическим гением